# 雙峰塔

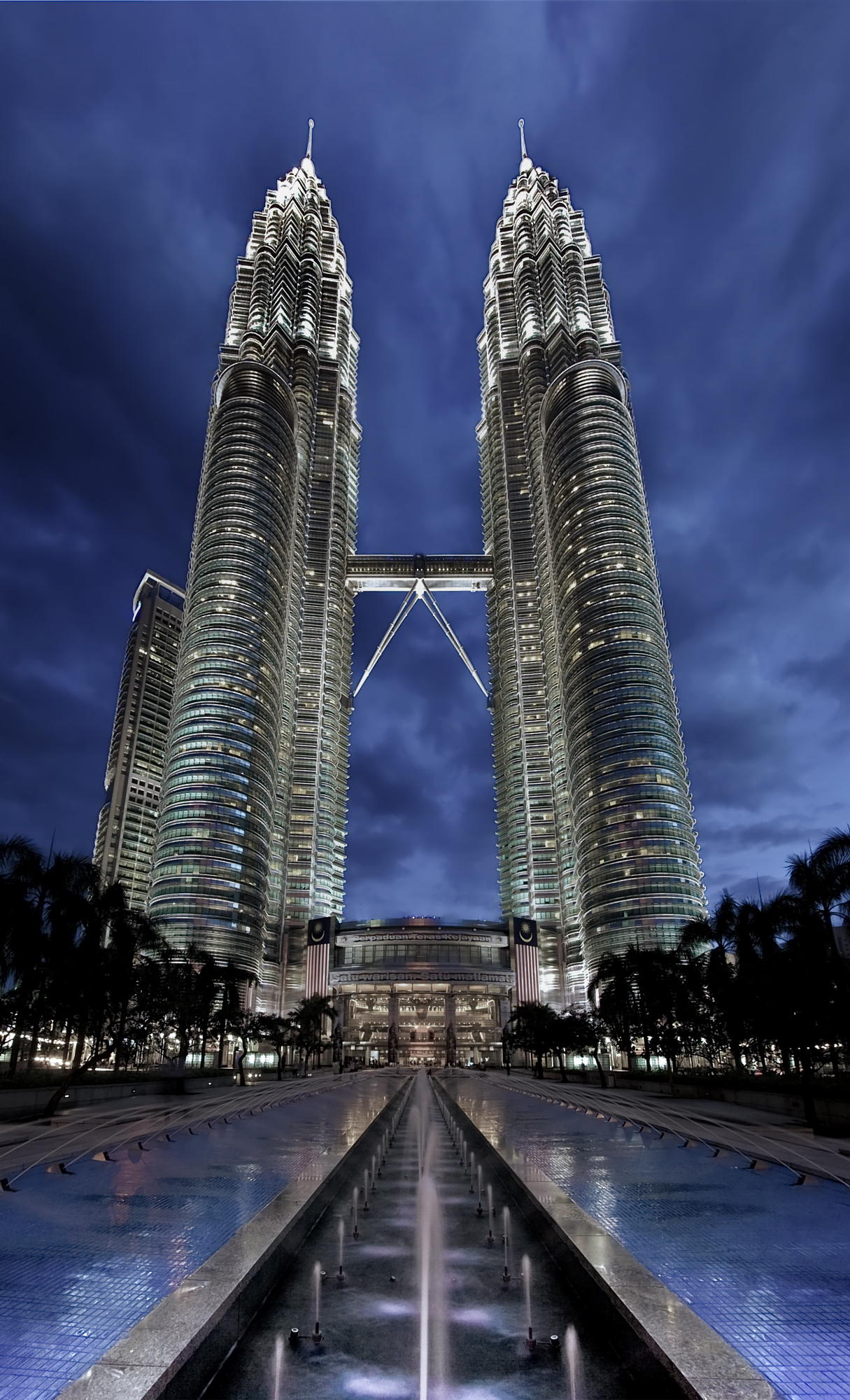
夜晚的双峰塔 (2008年)

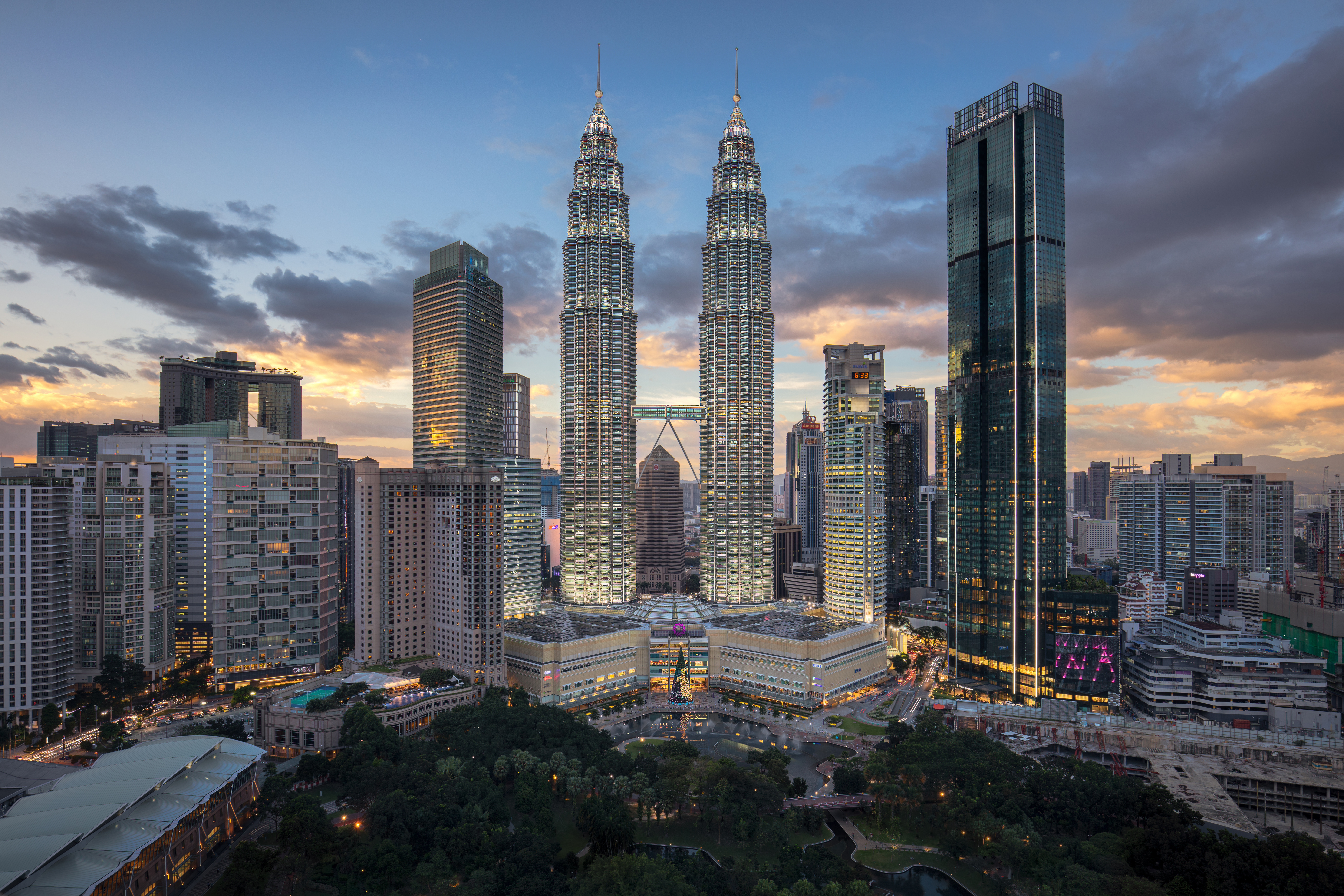
2019年的双峰塔与其周边地区

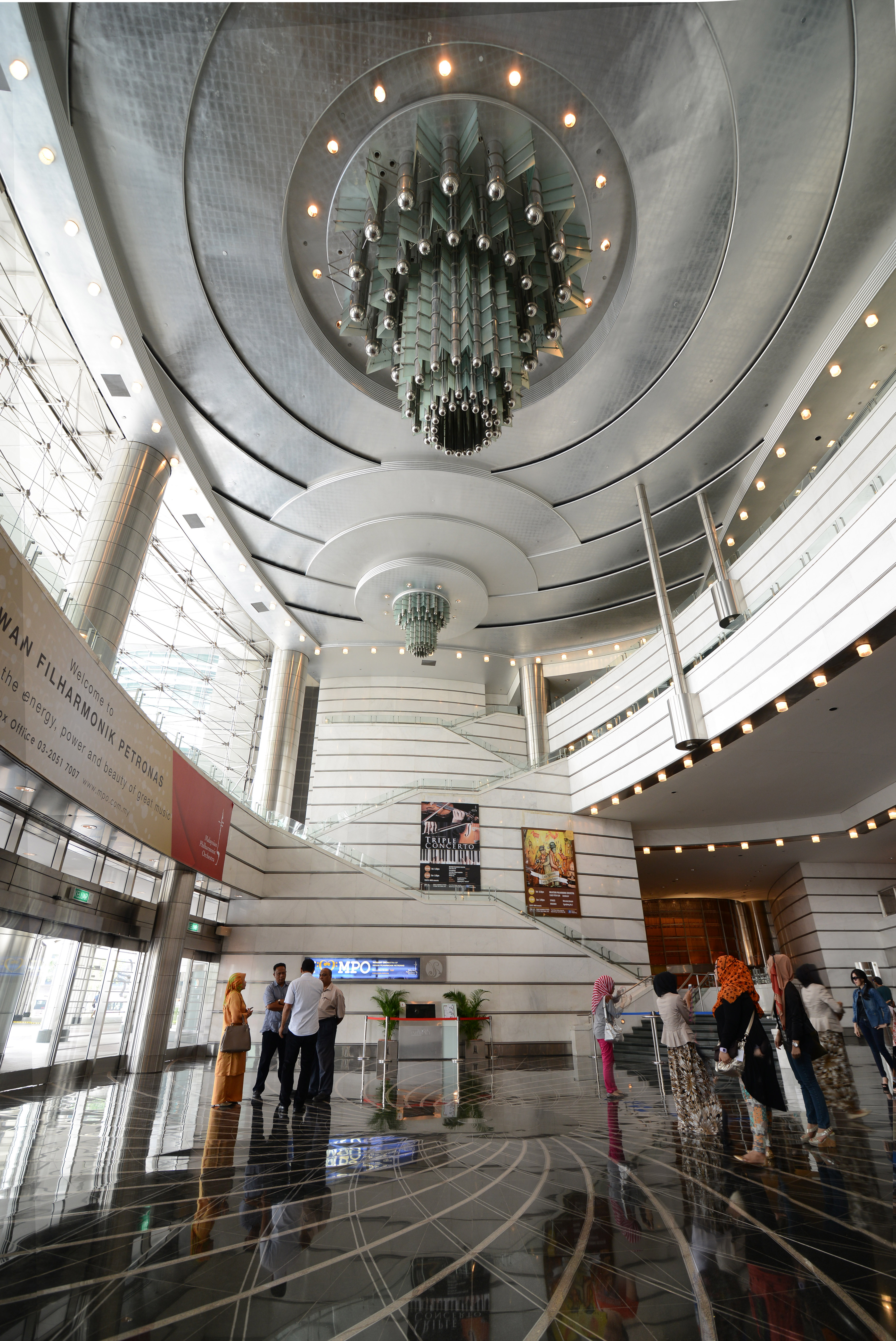
双峰塔大堂

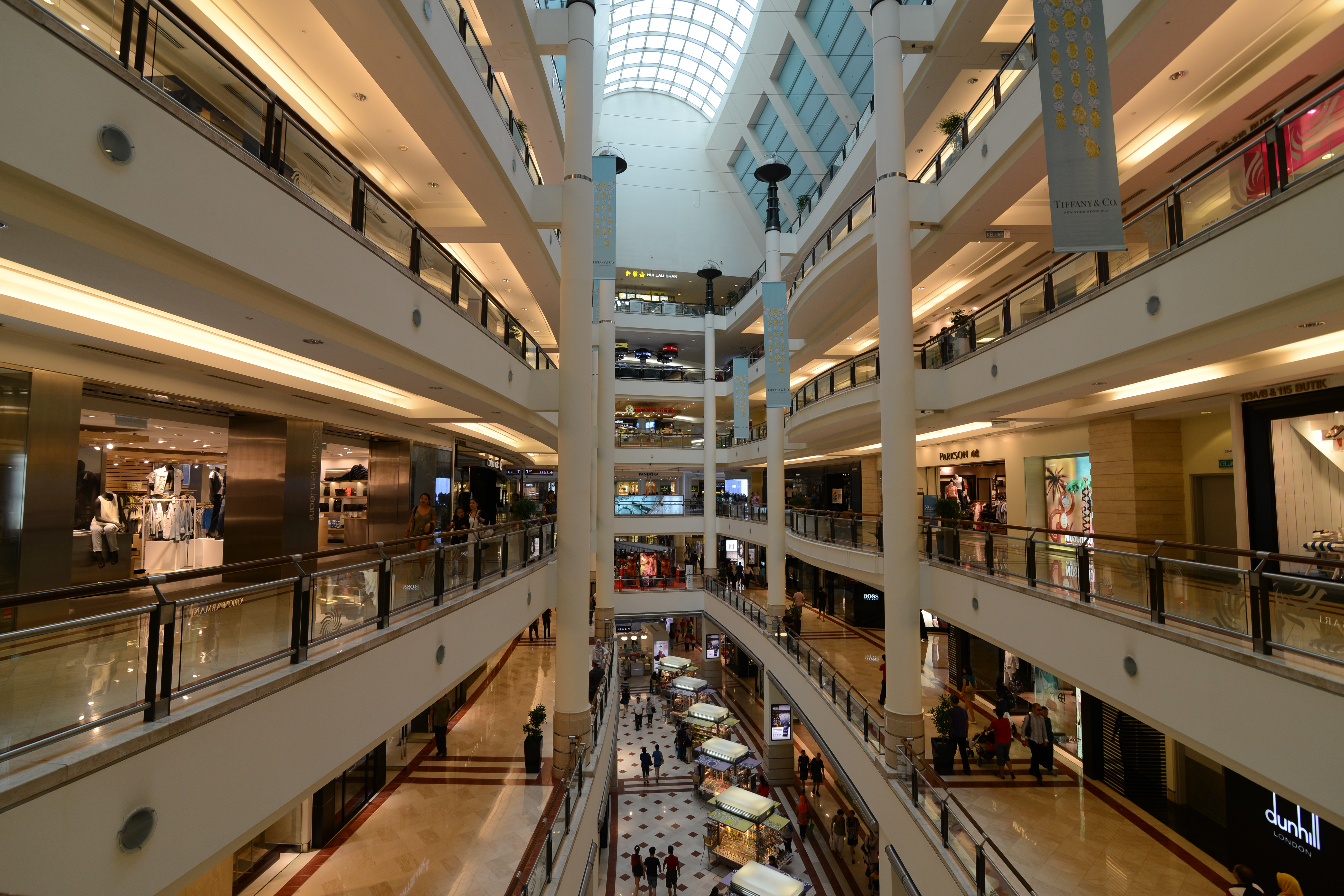
双峰塔基座商場阳光广场

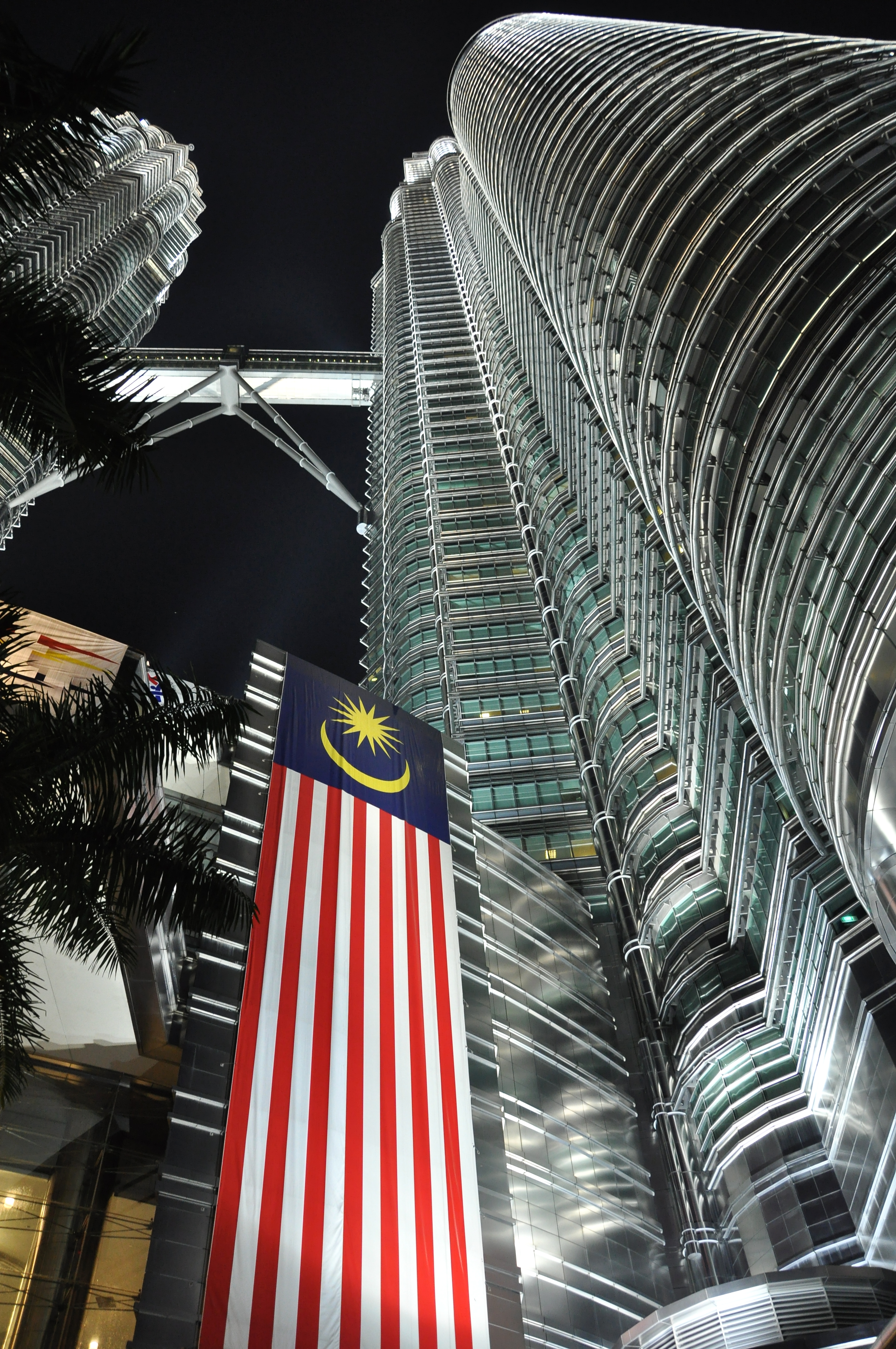
双峰塔所悬挂的马来西亚国旗

雙峰塔，是位於馬來西亞首都吉隆坡市中心的兩棟摩天大樓。双峰塔在1999年8月31日由时任马来西亚首相马哈迪·莫哈末主持开幕。雙峰塔樓高452米，地上共88層，曾是世界最高的摩天大樓，后来相继被台北101和哈利法塔超越。双峰塔仍然是目前世界上最高的雙棟大樓，也是20世纪最高的摩天大楼。截至2023年，双峰塔是世界第二十高的大樓，也是马来西亚第三高的摩天大楼更是以世界第一高的双峰塔大楼。双峰塔由美国建築設計師西萨·佩里所設計，大楼表面大量使用了不銹鋼與玻璃等材質。雙峰塔與鄰近的吉隆坡塔同為吉隆坡的知名地標及象徵，是大马的地标之一。

## 與其他超高層大樓的比較

双峰塔与其他世界建筑的高度比较（左起：金字塔、埃菲尔铁塔、帝国大厦、双峰塔、台北101、世界贸易中心、加拿大国家电视塔、KVLY电视塔、华沙电台广播塔、哈利法塔）

根據高層建築暨都市集居委員會（CTBUH）在1997年7月10日所宣佈的四種高樓評定標準：“結構體或建築頂部高度”、“最高的使用樓層高度”、“屋頂高度”及“天線高度”，一般認為最高的建築排名是指結構體或建築頂部高度而言。馬來西亞國家石油公司建造了世界最高大廈。雖然其它大廈譬如西爾斯大樓有更高的可使用樓地板，一個更高的天線，和一個更高的屋頂。但一般認為最高的摩天大樓是擁有452米(1483 英尺)的尖頂的双峰塔──直至被臺北101超越。
| 日期 (事件)                 | 1.結構體或建築頂部高度 | 2.最高的使用樓層高度 | 3.屋頂高度 | 4.天線高度   |
| 2010 （哈里發塔落成）       | 哈里發塔               | 哈里發塔             | 哈里發塔   | 哈里發塔     |
| 2001 （世界貿易中心倒塌）   | 雙峰塔                 | 西爾斯大樓           | 西爾斯大樓 | 西爾斯大樓   |
| 1998 （雙峰塔落成）         | 雙峰塔                 | 西爾斯大樓           | 西爾斯大樓 | 世界貿易中心 |
| 1996 （CTBUH 定義四個類別） | 西爾斯大樓             | 西爾斯大樓           | 西爾斯大樓 | 世界貿易中心 |

克萊斯勒大廈被認為是首度使用尖頂以增加超高層建築物高度的例子。克萊斯勒大廈與曼哈頓銀行大廈同時興建，克萊斯勒大廈在接近完工時，升起了秘密架設的尖頂，大幅超越曼哈頓銀行大廈的高度。

### 空中橋樑

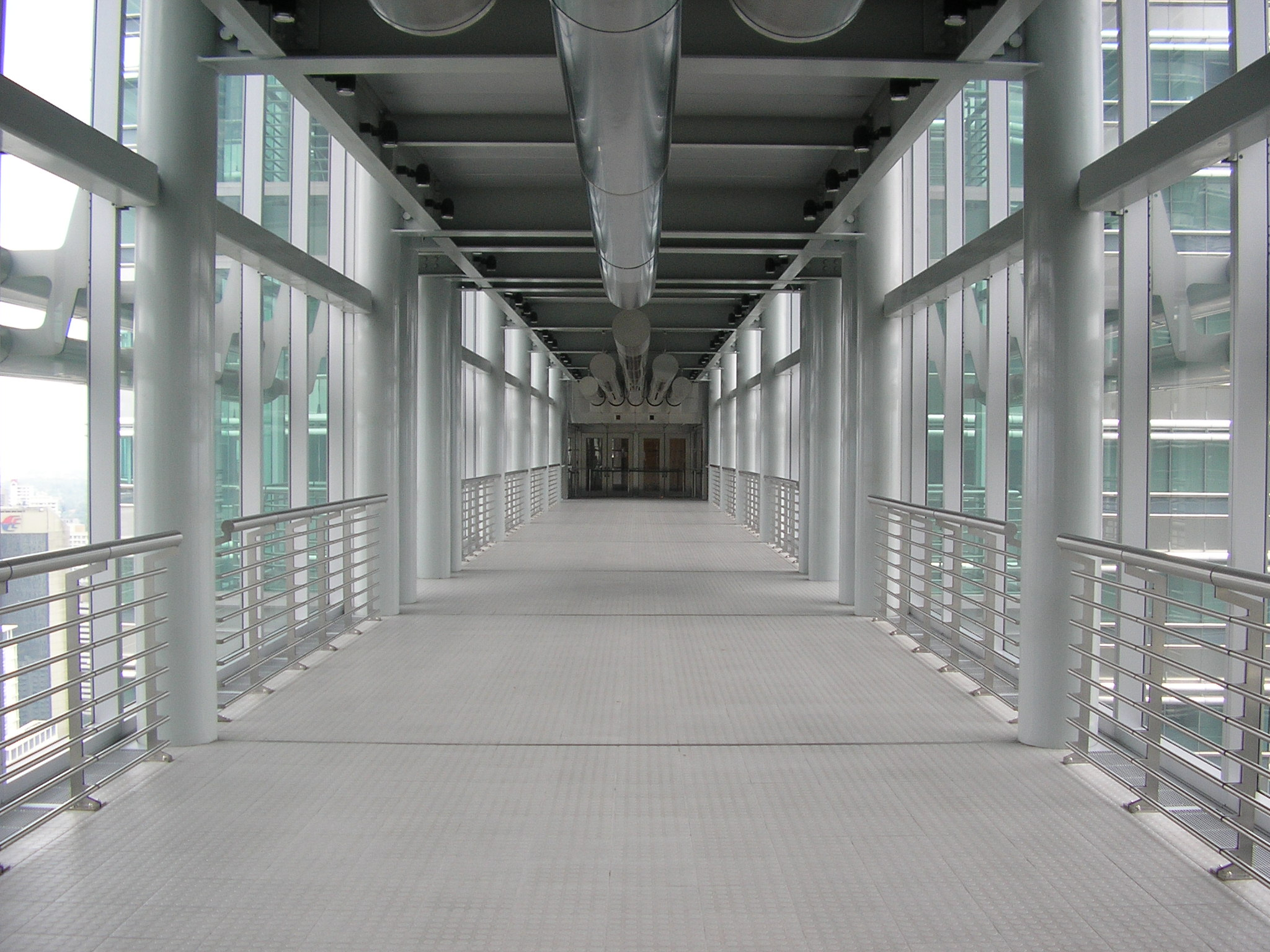
双峰塔第41和42層天橋

空中橋樑建在第41和42層，距离地面170公尺處，長58.4公尺。用于連接和稳固兩棟大樓，開放所有觀光客參觀。
塔楼的一个值得一提的特色是在第42层处的天桥。如建筑师所称，这座有人字形支架的桥似乎像一座登天门。双塔的楼面构成以及其优雅的剪影给它们带来了独特的轮廓。其平面是两个扭转并重叠的正方形，用较小的圆形填补空缺。双塔的外檐为152英尺（46.36m）直径的混凝土外筒，中心部位是74.8英尺×75.4英尺高强钢筋混凝土内筒，18英寸高轧制钢梁支托的金属板与混凝土复合楼板将内外筒连系在一起。4架钢筋混凝土空腹格梁在第38层内筒四角处与外筒结合。塔楼由一个筏式基础和长达340英尺但达不到基岩层之4英尺×9英尺截面长方形摩擦桩，或称作发卡桩承托。
位于圆形与正方形重送交接点位置处的16根混凝土柱子支承上部结构荷载。连接双子塔的空中走廊是目前世界上最高的过街天桥。肖恩·康纳利及凯瑟琳·泽塔琼斯主演的《偷天陷阱》（Entrapment）裡，男女主角就是从这裡逃脱。站在此處可以俯瞰马来西亚最繁华的景象。

### 商場
双峰塔基座商場命名為Suria KLCC，樓高六層，內部面積約139,400平方尺，商場內部分成四區，依據各區出入口所面向的街道命名，包括Ampang Mall、Ramlee Mall、Park Mall以及Centre Court。商場設300多間商店，主要租戶包括伊勢丹百貨、馬莎百貨、百盛、全馬唯一一家的日本紀伊國屋書店、Chanel、Gucci、Banana Republic、miu miu、Jimmy Choo、Aigner、Escada、Cold Storage超市和電影院等。場內2樓和4樓設美食廣場，三樓設國油藝術畫廊（PETRONAS Art Gallery）；四樓設藝術博物館（Pucuk Rebung Royal Gallery Museum）和國油科學館（PETROSAINS）。
停車場設超過5000個車位。

## 樓層規劃
| 樓層 | 第一座                                     | 第二座                                     |
| ---- | ------------------------------------------ | ------------------------------------------ |
| 88   | 機電層                                     | 機電層                                     |
| 87   | 機電層                                     | 機電層                                     |
| 86   | 貴賓室2                                    | 觀景台                                     |
| 85   | 董事會會議室                               | 多媒體會議室                               |
| 84M3 | 機電層                                     | 機電層                                     |
| 84M2 | 機電層                                     | 機電層                                     |
| 84M1 | 機電層                                     | 機電層                                     |
| 84   | 機電層                                     | 機電層                                     |
| 83   | 貴賓室1                                    | 觀景台商店                                 |
| 82   | 辦公樓層（第5區）                          | 辦公樓層（第5區）                          |
| 81   | 辦公樓層（第5區）                          | 辦公樓層（第5區）                          |
| 80   | 辦公樓層（第5區）                          | 辦公樓層（第5區）                          |
| 79   | 辦公樓層（第5區）                          | 辦公樓層（第5區）                          |
| 78   | 辦公樓層（第5區）                          | 辦公樓層（第5區）                          |
| 77   | 辦公樓層（第5區）                          | 辦公樓層（第5區）                          |
| 76   | 辦公樓層（第5區）                          | 辦公樓層（第5區）                          |
| 75   | 辦公樓層（第5區）                          | 辦公樓層（第5區）                          |
| 74   | 辦公樓層（第5區）                          | 辦公樓層（第5區）                          |
| 73   | 辦公樓層（第4區）                          | 辦公樓層（第4區）                          |
| 72   | 辦公樓層（第4區）                          | 辦公樓層（第4區）                          |
| 71   | 辦公樓層（第4區）                          | 辦公樓層（第4區）                          |
| 70   | 辦公樓層（第4區）                          | 辦公樓層（第4區）                          |
| 69   | 辦公樓層（第4區）                          | 辦公樓層（第4區）                          |
| 68   | 辦公樓層（第4區）                          | 辦公樓層（第4區）                          |
| 67   | 辦公樓層（第4區）                          | 辦公樓層（第4區）                          |
| 66   | 辦公樓層（第4區）                          | 辦公樓層（第4區）                          |
| 65   | 辦公樓層（第4區）                          | 辦公樓層（第4區）                          |
| 64   | 辦公樓層（第4區）                          | 辦公樓層（第4區）                          |
| 63   | 辦公樓層（第4區）                          | 辦公樓層（第4區）                          |
| 62   | 辦公樓層（第4區）                          | 辦公樓層（第4區）                          |
| 61   | 辦公樓層（第4區）                          | 辦公樓層（第4區）                          |
| 60   | 辦公樓層（第3區）                          | 辦公樓層（第3區）                          |
| 59   | 辦公樓層（第3區）                          | 辦公樓層（第3區）                          |
| 58   | 辦公樓層（第3區）                          | 辦公樓層（第3區）                          |
| 57   | 辦公樓層（第3區）                          | 辦公樓層（第3區）                          |
| 56   | 辦公樓層（第3區）                          | 辦公樓層（第3區）                          |
| 55   | 辦公樓層（第3區）                          | 辦公樓層（第3區）                          |
| 54   | 辦公樓層（第3區）                          | 辦公樓層（第3區）                          |
| 53   | 辦公樓層（第3區）                          | 辦公樓層（第3區）                          |
| 52   | 辦公樓層（第3區）                          | 辦公樓層（第3區）                          |
| 51   | 辦公樓層（第3區）                          | 辦公樓層（第3區）                          |
| 50   | 辦公樓層（第3區）                          | 辦公樓層（第3區）                          |
| 49   | 辦公樓層（第3區）                          | 辦公樓層（第3區）                          |
| 48   | 辦公樓層（第3區）                          | 辦公樓層（第3區）                          |
| 47   | 辦公樓層（第3區）                          | 辦公樓層（第3區）                          |
| 46   | 辦公樓層（第3區）                          | 辦公樓層（第3區）                          |
| 45   | 辦公樓層（第3區）                          | 辦公樓層（第3區）                          |
| 44   | 辦公樓層（第3區）                          | 辦公樓層（第3區）                          |
| 43   | 辦公樓層（第3區）                          | 辦公樓層（第3區）                          |
| 42   | 空中大橋連接第二座及空中大堂               | 空中大橋連接第一座、空中大堂及會所         |
| 41   | 空中大橋連接第二座及空中大堂               | 空中大橋連接第一座、空中大堂及會所         |
| 40   | 會議中心、行政人員餐廳                     | 會議中心、行政人員餐廳                     |
| 39   | 機電層                                     | 機電層                                     |
| 38   | 機電層                                     | 機電層                                     |
| 37   | 會議中心                                   | 會議中心                                   |
| 36   | 辦公樓層（第2區）                          | 辦公樓層（第2區）                          |
| 35   | 辦公樓層（第2區）                          | 辦公樓層（第2區）                          |
| 34   | 辦公樓層（第2區）                          | 辦公樓層（第2區）                          |
| 33   | 辦公樓層（第2區）                          | 辦公樓層（第2區）                          |
| 32   | 辦公樓層（第2區）                          | 辦公樓層（第2區）                          |
| 31   | 辦公樓層（第2區）                          | 辦公樓層（第2區）                          |
| 30   | 辦公樓層（第2區）                          | 辦公樓層（第2區）                          |
| 29   | 辦公樓層（第2區）                          | 辦公樓層（第2區）                          |
| 28   | 辦公樓層（第2區）                          | 辦公樓層（第2區）                          |
| 27   | 辦公樓層（第2區）                          | 辦公樓層（第2區）                          |
| 26   | 辦公樓層（第2區）                          | 辦公樓層（第2區）                          |
| 25   | 辦公樓層（第2區）                          | 辦公樓層（第2區）                          |
| 24   | 辦公樓層（第2區）                          | 辦公樓層（第2區）                          |
| 23   | 辦公樓層（第1區）                          | 辦公樓層（第1區）                          |
| 22   | 辦公樓層（第1區）                          | 辦公樓層（第1區）                          |
| 21   | 辦公樓層（第1區）                          | 辦公樓層（第1區）                          |
| 20   | 辦公樓層（第1區）                          | 辦公樓層（第1區）                          |
| 19   | 辦公樓層（第1區）                          | 辦公樓層（第1區）                          |
| 18   | 辦公樓層（第1區）                          | 辦公樓層（第1區）                          |
| 17   | 辦公樓層（第1區）                          | 辦公樓層（第1區）                          |
| 16   | 辦公樓層（第1區）                          | 辦公樓層（第1區）                          |
| 15   | 辦公樓層（第1區）                          | 辦公樓層（第1區）                          |
| 14   | 辦公樓層（第1區）                          | 辦公樓層（第1區）                          |
| 13   | 辦公樓層（第1區）                          | 辦公樓層（第1區）                          |
| 12   | 辦公樓層（第1區）                          | 辦公樓層（第1區）                          |
| 11   | 辦公樓層（第1區）                          | 辦公樓層（第1區）                          |
| 10   | 辦公樓層（第1區）                          | 辦公樓層（第1區）                          |
| 9    | 辦公樓層（第1區）                          | 辦公樓層（第1區）                          |
| 8    | 辦公樓層（第1區）                          | 辦公樓層（第1區）                          |
| 7    | 機電層                                     | 機電層                                     |
| 6    | 機電層                                     | 機電層                                     |
| 5    | 國油資源中心、國油科學館                   | 國油科學館                                 |
| 4    | 國油資源中心、國油科學館                   | 國油科學館                                 |
| 3    | 清真寺                                     | 國油藝術畫廊                               |
| 2    | 清真寺                                     | 國油音樂廳                                 |
| 1    | 入口大堂                                   | 入口大堂                                   |
| G    | 入口大堂                                   | 入口大堂                                   |
| CM   | 機電層、貨物起卸區                         | 機電層、貨物起卸區                         |
| C    | 觀光層入口、禮品商店、信用卡中心、健身中心 | 觀光層入口、禮品商店、信用卡中心、健身中心 |
| P1   | 停車場、機電層                             | 停車場、機電層                             |
| P2   | 停車場、機電層                             | 停車場、機電層                             |
| P3   | 停車場、機電層                             | 停車場、機電層                             |
| P4   | 停車場、機電層                             | 停車場、機電層                             |
| P5   | 停車場、機電層                             | 停車場、機電層                             |

## 升降機配置
國油雙峰塔（一座及二座）升降機服務樓層列表（一律採用奧的斯升降機）
- PL7A（一座）、PL8A（二座）（停車場專用之升降機，各1部）：P5-P1、C、G、1-5
- PL7B、PL7C（一座）、PL8B、PL8C（二座）（停車場專用之升降機，各2部）：P5-P1、C、G、1、2、2M、3-5
- SL6（一座）（停車場專用之載貨升降機，1部）: P5-P1、1、2、2M、3-5
- SL7（二座）（停車場專用之載貨升降機，1部）: P5-P1、1-5
- PL14（一座）、PL15（二座）（音樂廳專用之升降機，迅達製造，各1部）：G、2、2M、3、4
- A1-A6（一座）、A7-A12（二座）（來往8/F-23/F之升降機，各6部，雙層）：G/1、8-23
- B1-B6（一座）、B7-B12（二座）（來往23/F-37/F之升降機，各6部，雙層）：G/1、23-37
- CF1、CF2（一座）、CF3、CF4（二座）（會議中心專用之升降機，各2部）：36、37、40-43
- C1-C6（一座）、C7-C12（二座）（來往44/F-61/F之升降機，各6部，雙層）：41/42、44-61
- D1-D3（一座）、D4-D6（二座）（來往69/F-83/F之升降機，各3部，雙層）：41/42、61、69-83
- E1-E3（一座）、E4-E6（二座）（來往61/F-73/F之升降機，各3部，雙層）：41/42、61-73
- TE1-TE2（一座）（貴賓室及會議室專用之升降機，2部）：83、85、86
- TE3-TE4（二座）（觀景台專用之升降機，2部）：83、85、86
- SH1-SH5（一座）、SH6-SH10（二座）（來往空中大堂之升降機，各5部，雙層）：G/1、41/42
- S1-S2（一座）、S4-S5（二座）（載貨升降機，各2部）：P1、C、G、2-6、8-38、40-84
- S3（一座）、S6（二座）（來往2/F-37/F之載貨升降機，各1部）：P1、C、G、2-6、8-37
- F1（一座）、F3（二座）（消防及載貨升降機，各1部）：P1、C、CM、G、2-6、8-38、40-84、84M1、84M2、85、86
- F2（一座）、F4（二座）（消防及載貨升降機，各1部）：P1、C、CM、G、1-6、8-38、40-84、84M1、84M2、85、86

## 雙塔內的承租戶

### 現有
- 馬來西亞國家石油（一座全部樓層及二座部分）
  - 天然氣公司（一座53樓及二座79樓）
  - Conoco Asia Pacific Sdn. Bhd.（一座58樓）
  - 浩明汽车用品有限公司（一座29樓）
  - 直升機公司（二座73樓）
- UBG Berhad（二座70樓）
- 展威人生規劃公司(已倒閉）
- TRMS Project Office（二座49樓）
- CA (Malaysia) Sdn. Bhd（二座40樓）
- 国库控股（二座33楼）
- 微軟（二座29-30樓）
- 蜆殼石油砂拉越公司（二座18樓

### 已遷出
- Hess Energy（已遷往勘探大廈14樓）
- 麥肯錫管理顧問公司（已遷往勘探大廈27樓）
- 彭博通訊社（已遷往勘探大廈24樓）
- 埃森哲
- IBM
- 華為
- 路透社
- 威普羅
- 通用電氣
- 半島電視台
- 印度塔塔集團
- HCL科技

### 水族館
已開放，裡面有多達150種的海洋生物。